# Die karolingischen Miniaturen
Die karolingischen Miniaturen sind ein Corpuswerk zur Publikation aller karolingischen illuminierten Handschriften.
Im Auftrag des Deutschen Vereins für Kunstwissenschaft und als Teil der von ihm herausgegebenen Reihe Denkmäler deutscher Kunst wurde das Werk begründet von Wilhelm Koehler (Bd. 1–3) und fortgeführt von Florentine Mütherich (Bd. 4–9). Wilhelm Koehler begann das Werk 1906, der erste Band erschien 1930. Seit den 1950er Jahren arbeitete Florentine Mütherich mit ihm zusammen, die das Werk nach seinem Tode 1954 fortsetzte und 2013 mit dem letzten Band abschließen konnte. Als Ergänzung erschienen noch 1972 Koehlers Aufzeichnungen aus dem Nachlass.

## Bände
- Band 1: Die Schule von Tours.
  - Band 1, 1: Die Ornamentik. Berlin 1930, 2. Auflage 1963.
  - Band 1, 2: Die Bilder. Berlin 1933, 2. Auflage 1963.
- Band 2: Die Hofschule Karls des Großen. Berlin 1958.
- Band 3: 1. Die Gruppe des Wiener Krönungs-Evangeliars. 2. Metzer Handschriften. Berlin 1960.
- Band 4: Die Hofschule Kaiser Lothars. Einzelhandschriften aus Lotharingien. Berlin 1971.
- Band 5: Die Hofschule Karls des Kahlen. Berlin 1982.
- Band 6: Die Schule von Reims.
  - Band 6, 1: Von den Anfängen bis zur Mitte des 9. Jahrhunderts. Berlin 1994.
  - Band 6, 2: Von der Mitte bis zum Ende des 9. Jahrhunderts. Berlin 1999.
- Band 7: Die frankosächsische Schule. Wiesbaden 2009.
- Band 8: Nachträge und Gesamtregister. Wiesbaden 2013.